# Der Mahner

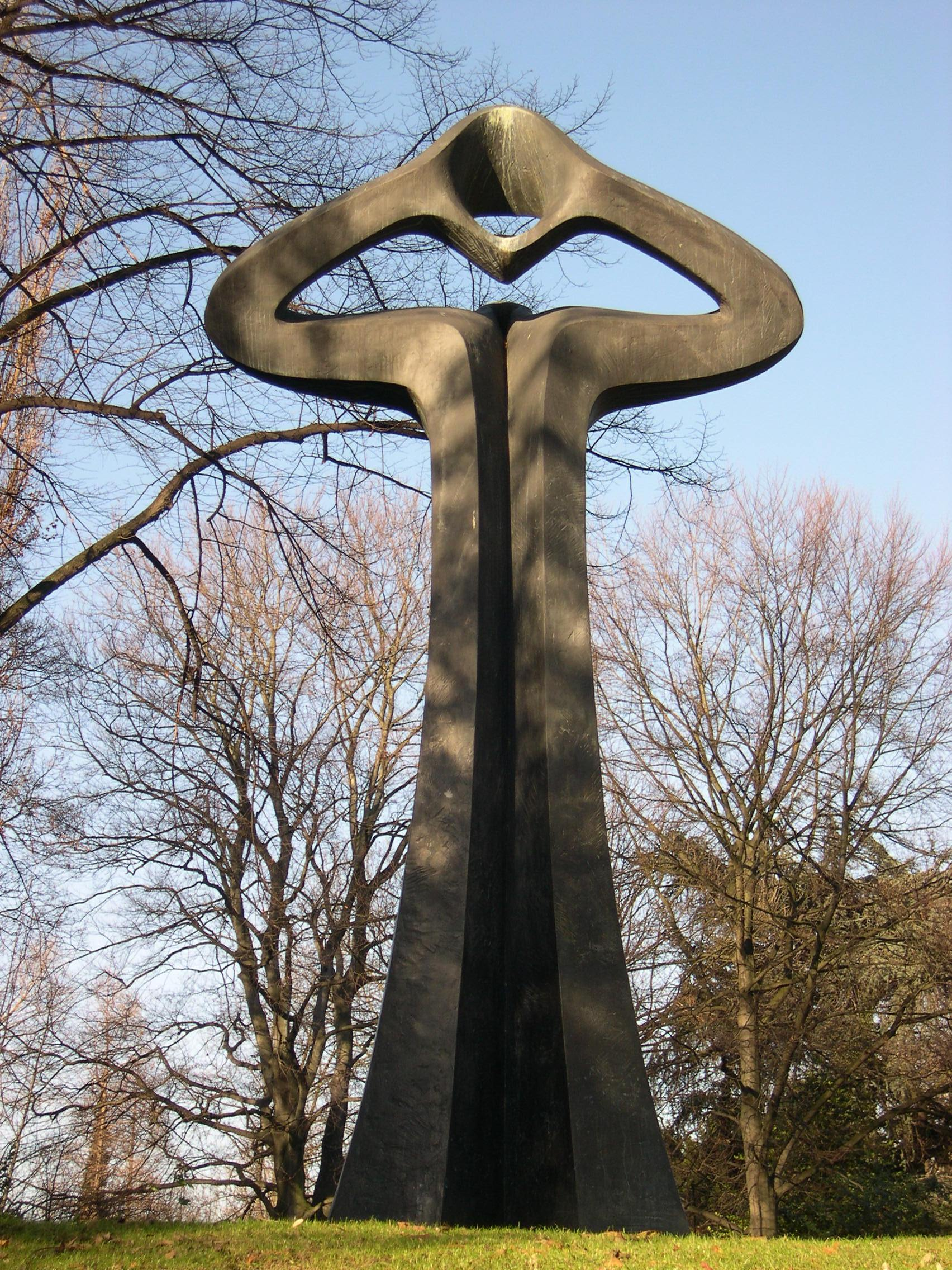
Der Mahner, 2007

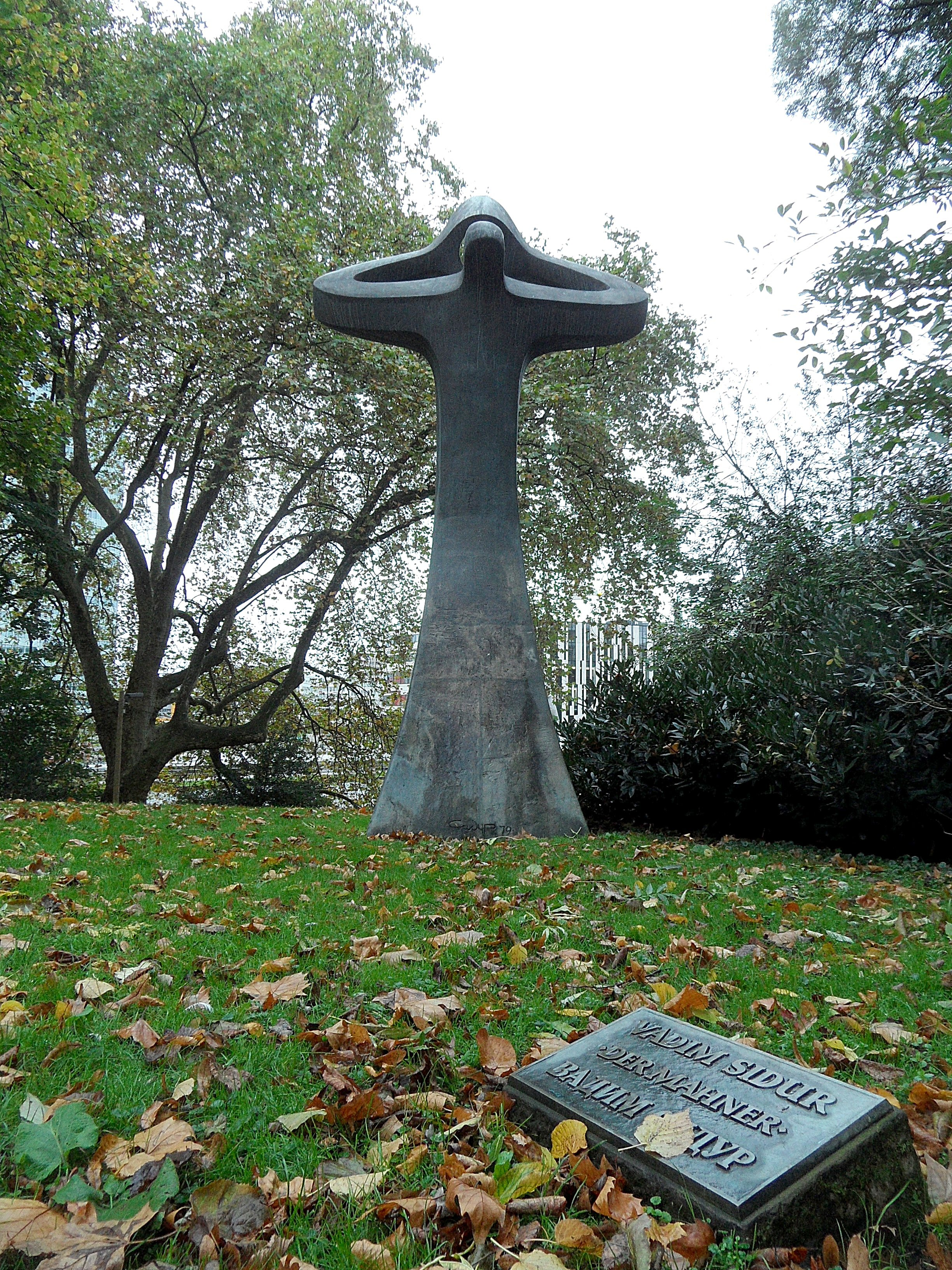
Rückseite

Der Mahner ist der Titel einer Bronzeguss-Plastik von Wadim Abramowitsch Sidur im Hofgarten von Düsseldorf. Das Objekt, das etwa an die biblische Figur des Rufers in der Wüste denken lässt, wird auch als Mahnmal gegen Totalitarismus und Gewalt interpretiert.

## Beschreibung
Die 4,8 Meter hohe Plastik zeigt die abstrakte, überlebensgroße Figur eines Menschen, dessen Hände zum Kopf hin erhoben und zu einem Schalltrichter geformt sind, um eine Mahnung auszurufen. Der gebogene Rumpf der symmetrisch gestalteten Figur ist in der Mittelachse von unten bis oben schmal zulaufend eingekerbt, so dass in der Vorderansicht der Eindruck von zwei aufsteigenden Strängen entsteht, die in der Schulter in zwei Arme übergehen und schließlich in den Schalltrichter der Hände münden. Der proportional verkleinerte, nach hinten zurückgelegte Kopf, in den die Figur konisch zuläuft, ist in der Frontalansicht kaum sichtbar. Der auf der steinernen Begleittafel wiedergegebene Mahnspruch (in Versalien) stammt vom Düsseldorfer Mäzen Udo van Meeteren (Stand 24. Mai 2023): „♦Der Mahner♦ / Mensch dieser Erde / Wer du auch bist / Woher du auch kommst / Wohin du auch gehst / Bedenke / Gott der Allmächtige / Hat dir dies Leben geliehen / Unterscheiden zu lernen / Das Gute vom Bösen / Nutze dein Leben / Das Gute zu tun“

## Geschichte
Die Mittel für die Plastik wurden von der Stiftung van Meeteren zur Verfügung gestellt. Die Herstellung der Plastik übernahm die Herbert Schmäke Kunstgießerei. Das Objekt wurde am 15. Oktober 1985 auf dem Ananasberg, einer zu Beginn des 19. Jahrhunderts von dem Landschaftsgärtner Maximilian Friedrich Weyhe modellierten Anhöhe des Hofgartens, so aufgestellt, dass die Figur über den Teich der Landskrone zu rufen scheint. Auf der Rückseite ist unten (in kyrillischer Schreibschrift) die Signatur „Sidur 79“ eingraviert.